# Claus Larsen-Jensen

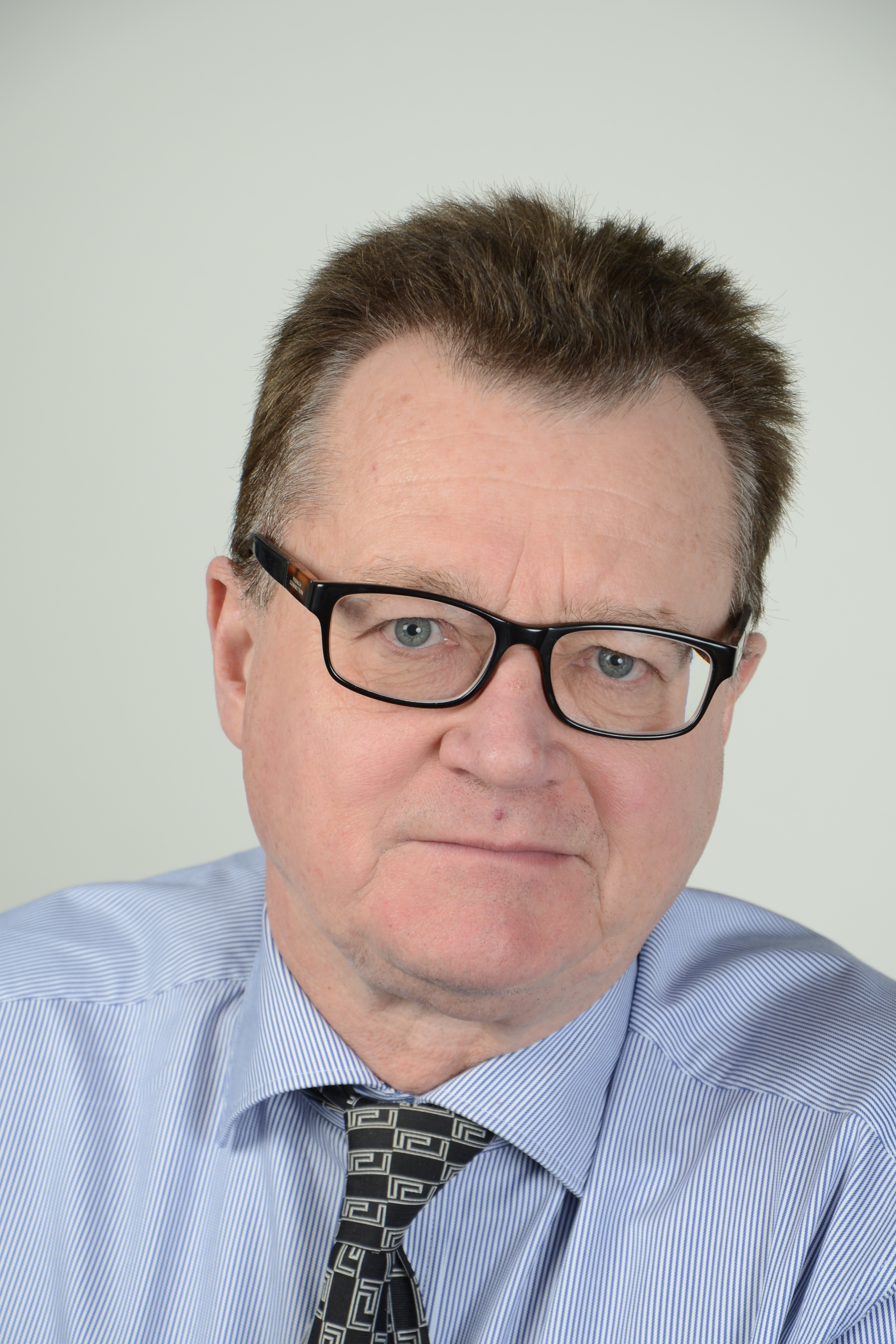
Claus Larsen-Jensen (2014)

Claus Larsen-Jensen (* 9. Mai 1953 in Kopenhagen) ist ein dänischer Politiker der Socialdemokraterne.

## Leben
Larsen-Jensen studierte an der Universität Kopenhagen. Von 1991 bis 1994 und von 1998 bis 2005 gehörte er dem Folketing an. Am 13. Dezember 2013 ist er in das Europäische Parlament nachgerückt.
Larsen-Jensen ist verheiratet mit der sozialdemokratischen Politikerin und ehemaligen Bürgermeisterin der Kopenhagen Kommune Winnie Larsen-Jensen.